# 응우옌타인빈
응우옌타인빈(베트남어: Nguyễn Thanh Bình, 2000년 11월 2일 ~ )는 베트남의 축구 선수로 현재 비엣텔 FC에서 수비수로 활동하고 있다.

## 클럽 경력
2012년부터 2019년까지 비엣텔 FC 유소년팀에서 활동하다가 2020년 비엣텔 FC 성인팀에 입단한 후 빈딘 FC로 잠시 임대 이적하여 팀의 2부 리그 우승 및 1부 리그 승격에 일조한 뒤 비엣텔 FC로 복귀했다.

## 국가대표팀 경력
2021년 베트남 A대표팀에 첫 합류한 이후 2022년 3월 29일 사이타마 스타디움 2002에서 열린 일본과의 2022년 FIFA 월드컵 아시아 지역 최종 예선 B조 최종전 원정 경기에서 국제 A매치 데뷔골을 신고하며 팀의 1-1 무승부의 쾌거에 기여했다.

## 국가대표 골

### 베트남
Scores and results list Vietnam's goal tally first.
| 번호 | 날짜            | 장소                                     | 상대팀 | 스코어 | 결과 | 대회                                     |
| ---- | --------------- | ---------------------------------------- | ------ | ------ | ---- | ---------------------------------------- |
| 1.   | 2022년 3월 29일 | 사이타마 스타디움 2002, 일본 사이타마 시 | 일본   | 1–0    | 1–1  | 2022년 FIFA 월드컵 아시아 지역 최종 예선 |